# Hyalodictyum colchicum
Hyalodictyum colchicum är en svampart som beskrevs av Woron. 1916. Hyalodictyum colchicum ingår i släktet Hyalodictyum, divisionen sporsäcksvampar och riket svampar.   Inga underarter finns listade i Catalogue of Life.